# 滿載棋
滿載棋（Hexplode），是J. Ansell在1982年推出的兩人棋類，最早是出品於BBC Micro的電腦遊戲，可說是黑白棋與疊棋類遊戲的綜合。

## 棋具
- 通常為5*5六角方格棋盤，二十五個棋位。

- 黑白棋類棋子，上面可疊放棋子。

## 棋規
- 棋疊：指堆疊在同一棋位的棋子，層數至少為一，最大數等於鄰邊格數。

- 落子：玩家必須下一己子到一個空棋位或己方棋疊上。
  - 滿載：下子於棋疊後，若使棋疊數達成最大數，則將該棋疊的棋子分散在周圍鄰格。若落於棋疊，則將該棋疊所有棋子翻為該回合玩家的顏色。若該些棋疊也達成最大數，則重複此動作，直到條件不合才回合結束。

- 所有棋格皆被同一玩家所佔據，則該玩家獲勝。[2]

## 變體
- 棋盤為正方格。

## 外部連結
- 線上遊戲 （页面存档备份，存于）
- 線上遊戲